# Receptor adrenérgico Alfa-2A
O receptor alfa-2A adrenérgico (α2A adrenoceptor), também conhecido como ADRA2A, é um receptor adrenérgico α2, e também indica o gene humano que o codifica.

## Receptor
Os receptores α2 adrenérgicos incluem 3 subtipos altamente homólogos: α2A, α2B e α2C. Estes receptores têm um papel crítico na regulação da libertação de neurotransmissores pelos nervos simpáticos e pelos neurónios adrenérgicos no sistema nervoso central. Estudos em ratos revelaram que tanto os subtipos α2A e α2C são necessários para o normal controlo pré-sináptico da libertação da transmissão dos nervos simpáticos no coração e dos neurónios noradrenérgicos centrais; o subtipo α2A inibiu a libertação da transmissão em altas frequências de estimulação, enquanto o subtipo α2C modulou a neurotransmissão em níveis mais baixos da atividade nervosa.

## Papel no sistema nervoso central
Embora as funções dos receptores pré-sinápticos α2A tenham recebido imensa atenção, a maioria dos receptores α2 no cérebro encontram-se na verdade localizados a nível pós-sináptico nos terminais noradrenérgicos, e portanto participam na ação da norepinefrina. Muitos receptores α2A pós-sinápticos têm efeitos importantes na função cerebral; por exemplo, os receptores α2A estão localizados nos neurónios corticais pré-frontais, onde ajudam a regular a função cognitiva. 

## Farmacologia

### Agonistas
- Clonidina
- Lofexidina
- Dexmedetomidina
- Guanfacina
- Myrcene

### Antagonistas
- 1-PP (metabólito ativo da buspirona e gepirone )
- Asenapina
- BRL 44408
- Clozapina
- Lurasidona
- Mianserin
- Mirtazapina
- Paliperidona
- Risperidona
- Ioimbina